# Oraovitsa
Oraovitsa (en macédonien Ораовица) est un village du sud-est de la Macédoine du Nord, situé dans la municipalité de Radovich. Le village comptait 1720 habitants en 2002.

## Démographie
Lors du recensement de 2002, le village comptait :
- Macédoniens : 1 698
- Turcs : 11
- Serbes : 5
- Roms : 2
- Valaques : 1
- Autres : 3